# Glostrup

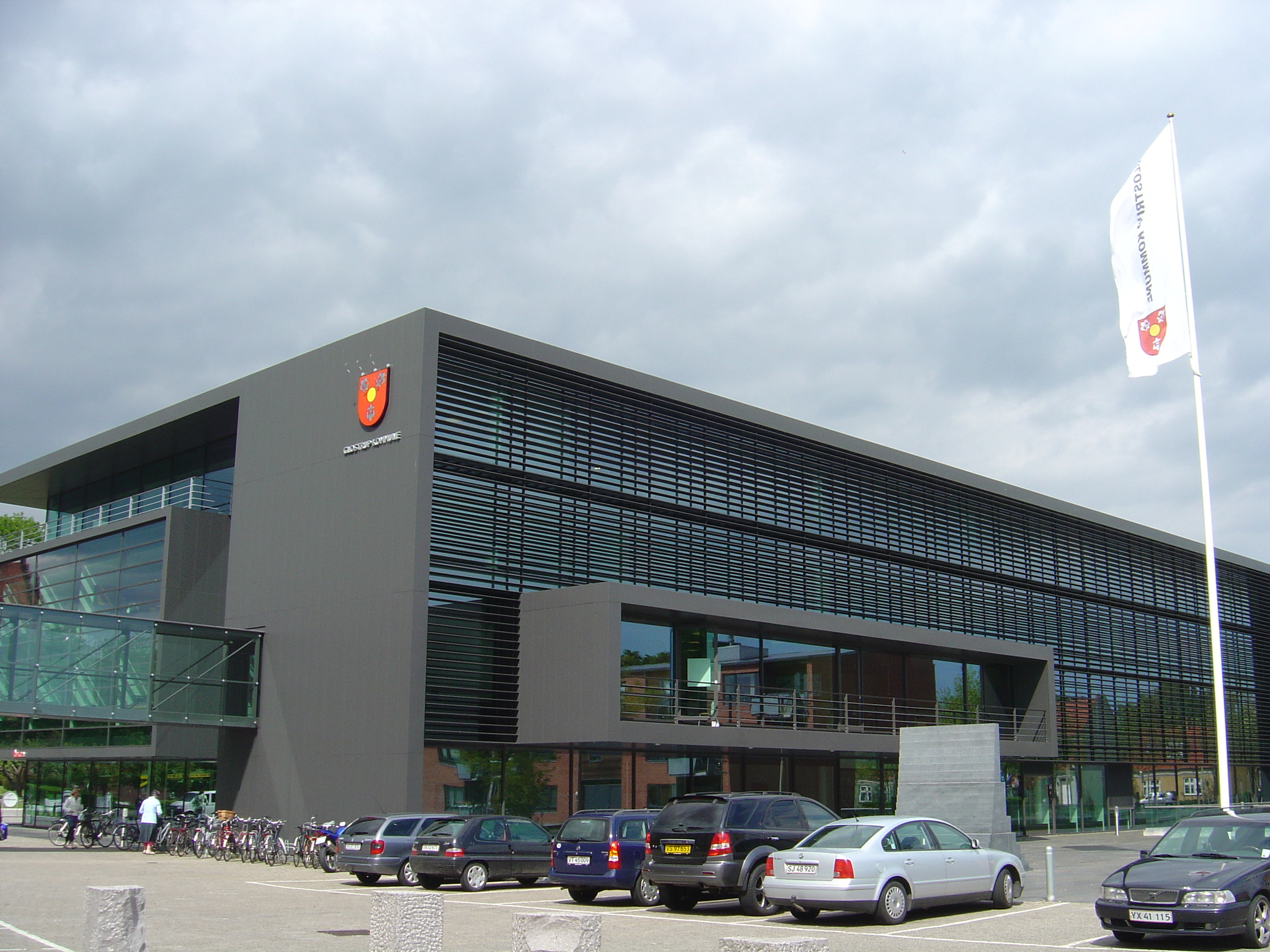
Ayuntamiento de Glostrup (Kommune).

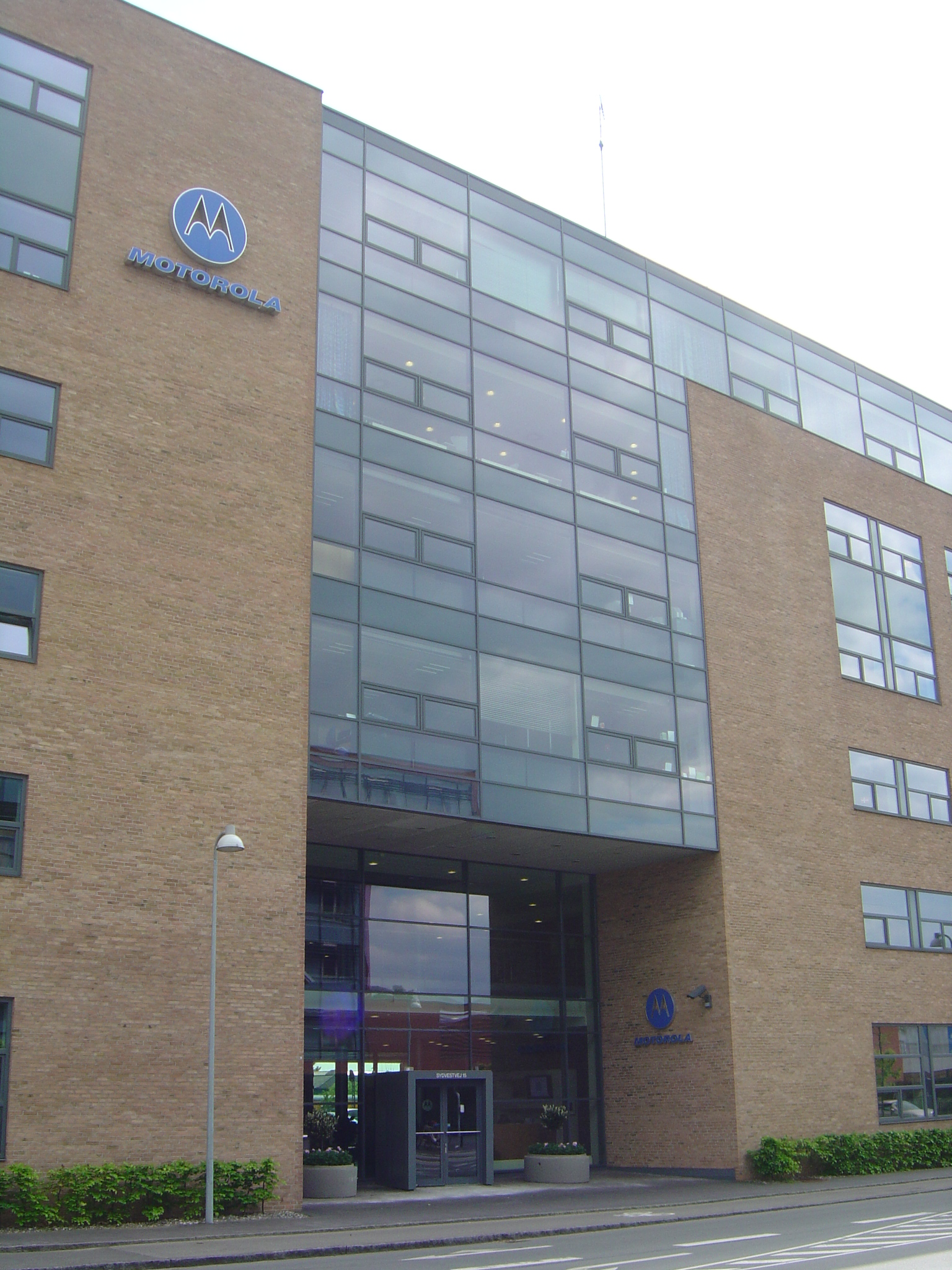
Sede central de Motorola en Dinamarca (Glostrup).

Glostrup es una ciudad danesa situada en la región de Hovedstaden, la región que rodea a la capital, Copenhague. El municipio de Glostrup contaba con una población estimada de 21.650 habitantes en 2012.
Durante el siglo XX, Glostrup pasó de ser una ciudad pequeña a una ciudad intermedia, industrial y moderna. La población creció hasta 1970, pero desde entonces se estabilizó. En Glostrup se han instalado una serie de compañías grandes, como Grontmijs o la sección danesa de Motorola, junto al hólding NKT o Pandora, que buscan situarse en el área periurbana de la capital.

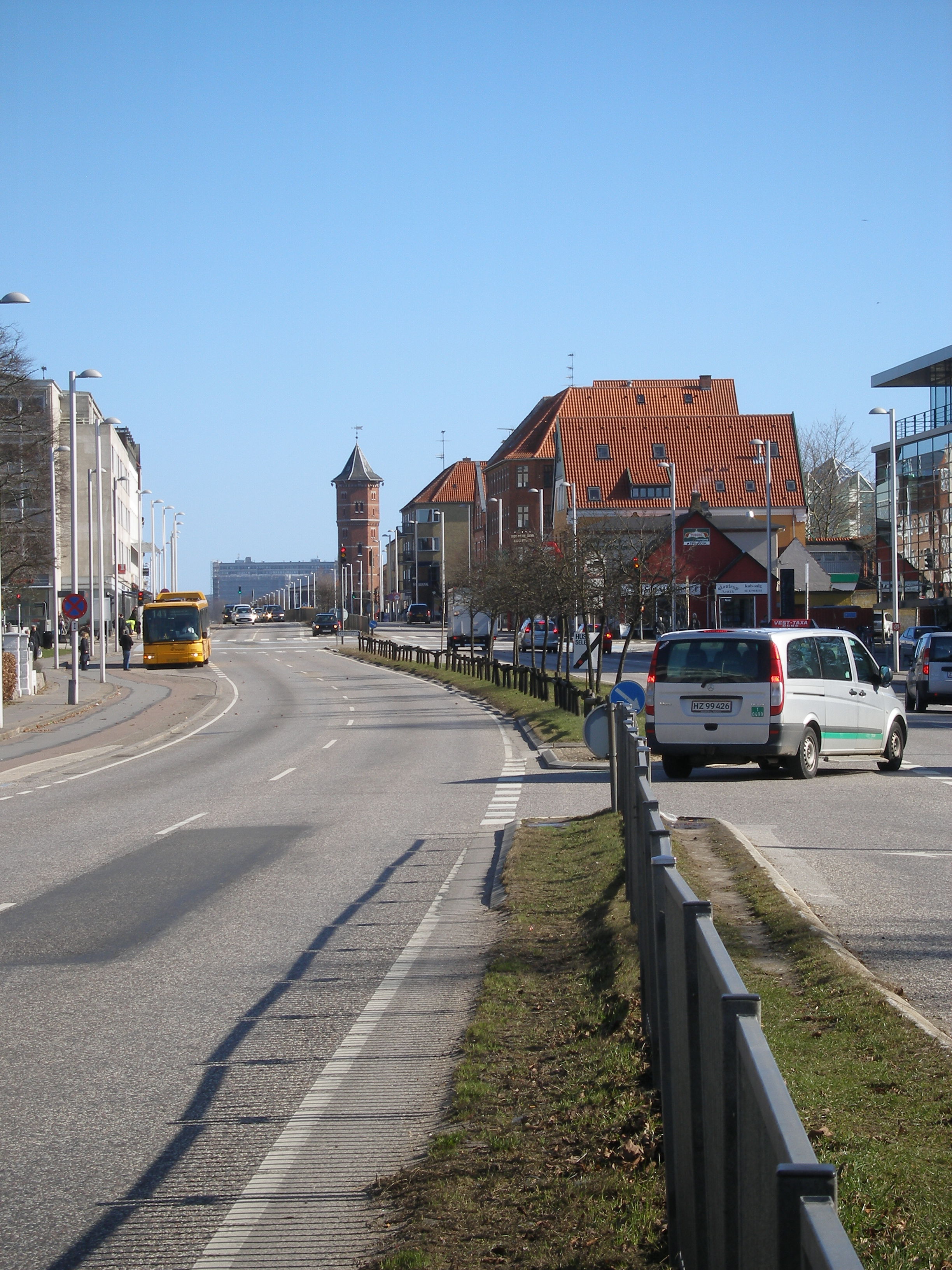
Carretera principal de Glostrup con la torre de agua icónica al fondo.

Junto con los municipios circundantes, forma el centro de la región de Copenhague y tiene una importante industria productiva. Glostrup alberga también una serie de instituciones y oficinas públicas, como el Københavns Vestegn o Departamento Policial y el Tribunal de Justicia de Glostrup, que cubre a las poblaciones del oeste y del norte de Copenhague. El hospital de Glostrup fue inaugurado en 1958 y emplea 3.200 personas.

## Historia

### Edad Media y Moderna
El pueblo de Glostrup fue levantado entre 1000 y 1197 y su nombre procede de su fundador, Glob. El pueblo ya era mencionado en 1186 como Glostorp, aunque su iglesia es de alrededor de 1150. La mayoría de sus tierras pertenecían a la comunidad de Roskilde, pero fueron confiscadas por la Corona después de la Reforma de 1536. Desde 1682, diversas fuentes indican que la tierra en esta área era bastante fértil y el pueblo constaba de ocho granjas y 13 casas. En 1773 se construyó la carretera que uniría Copenhague y Roskilde.

### SiglosXIXyXX
Glostrup fue la primera estación de ferrocarril entre Copenhague y Roskilde en 1847. Con la llegada del ferrocarril, la población creció significativamente durante las últimas décadas del siglo XIX. La primera oficina de farmacia fue de 1864 y en 1876 se edificó la primera escuela. La conexión telefónica es de 1886. Un número creciente de empresas industriales se estableció en el área. Los hermanos Lever abrieron una fábrica de jabón en 1924.
Una nueva estación de ferrocarril fue construida en 1918. Diseñada por Heinrich Wenck, dinamizó la economía local. En 1953 fue inaugurada la estación de cercanías, el S-tog, que acercaba aún más la capital danesa.

## Vivienda
La Asociación de Alojamiento de Glostrup se fundó en 1943 como resultado de la expansión de la capital danesa y como respuesta al aumento en la demanda general por alojamiento. La creciente población, así como las deplorables condiciones de vida en la ciudad central generaron una serie de planes para resolver la problemática habitacional. Mientras los defensores de la Asociación de Alojamiento de Glostrup, de mayoría sociodemócratas, insistieron en la necesidad de mantener el control local de los planes de expansión, la oposición criticó la construcción de viviendas públicas en el municipio. Finalmente se construyeron 1200 viviendas en conjunto con la construcción del Hospital de Glostrup. La erección de éstas viviendas se llevó a cabo entre los años 1956 y 1965, convirtiendo a Glostrup como un suburbio de la ciudad capital.
Otros planes de gran escala incluyen la construcción del ferrocarril Avedøre (transferido a la municipalidad de Hvidovre en 1974) y el Plan Hvissinge.

## Personas notables
- Ronnie Ekelund
- Lasse Schøne
- Morten Wieghorst
- Margrethe Vestager